# Цветко Мартиновски
Цветко Мартиновски (на македонска литературна норма: Цветко Мартиновски) е писател, разказвач и преводач от Република Македония.

## Биография
Роден е през 1930 година в Скопие, тогава в Югославия. Завършва средно образование. Работи в Радио Скопие и в много весници - „Нова Македония“, „Трудбеник“, „Просвета“ и „Вечер“. Секретар е на редакцията на „Современост“ и редактор в ЗИД „Нова Македония“. Член е на Дружеството на писателите на Македония от 1953 година.
Умира в 1995 година в Скопие.